# 616

## Събития
- Александрия бива превзет от Хосров II – цар на Персия.